# Dibe
Dibe is een bestuurslaag in het regentschap Lamongan van de provincie Oost-Java, Indonesië. Dibe telt 1948 inwoners (volkstelling 2010).